# Tirreno-Adriatico 2001
La Tirreno-Adriatico 2001, trentaseiesima edizione della corsa, si svolse dal 14 al 21 marzo 2001 su un percorso di 1155,2 km, su un percorso suddiviso su 8 tappe. La vittoria fu appannaggio dell'italiano Davide Rebellin, che completò il percorso in 29h41'09", precedendo il connazionale Gabriele Colombo e l'olandese Michael Boogerd.
I ciclisti che partirono da Sorrento furono 200, mentre coloro che tagliarono il traguardo di San Benedetto del Tronto furono 151.

## Tappe
| Tappa  | Data     | Percorso                                            | km     | Vincitore di tappa | Leader cl. generale |
| ------ | -------- | --------------------------------------------------- | ------ | ------------------ | ------------------- |
| 1ª     | 14 marzo | Sorrento > Sorrento                                 | 132    | Biagio Conte       | Biagio Conte        |
| 2ª     | 15 marzo | Sorrento > Benevento                                | 163    | Endrio Leoni       | Biagio Conte        |
| 3ª     | 16 marzo | Benevento > Santuario di Castelpetroso              | 156    | Markus Zberg       | Dmitrij Konyšev     |
| 4ª     | 17 marzo | Isernia > Celano                                    | 170    | Davide Rebellin    | Davide Rebellin     |
| 5ª     | 18 marzo | Campli > Torricella Sicura (cron. individuale)      | 14,2   | Roberto Petito     | Sergej Ivanov       |
| 6ª     | 19 marzo | Torre San Patrizio > Monte San Pietrangeli          | 136    | Romāns Vainšteins  | Sergej Ivanov       |
| 7ª     | 20 marzo | Fermo > Ortezzano                                   | 223    | Michael Boogerd    | Davide Rebellin     |
| 8ª     | 21 marzo | San Benedetto del Tronto > San Benedetto del Tronto | 161    | Endrio Leoni       | Davide Rebellin     |
| Totale | Totale   | Totale                                              | 1155,2 |                    |                     |

## Dettagli delle tappe

### 1ª tappa
- 14 marzo: Sorrento > Sorrento – 132 km

Risultati
| Pos. | Corridore       | Squadra  | Tempo    |
| ---- | --------------- | -------- | -------- |
| 1    | Biagio Conte    | Saeco    | 3h23'20" |
| 2    | Dmitrij Konyšev | Fassa B. | s.t.     |
| 3    | Erik Zabel      | Telekom  | s.t.     |

| Pos. | Corridore       | Squadra  | Tempo    |
| ---- | --------------- | -------- | -------- |
| 1    | Biagio Conte    | Saeco    | 3h23'20" |
| 2    | Dmitrij Konyšev | Fassa B. | a 2"     |
| 3    | Erik Zabel      | Telekom  | a 4"     |

### 2ª tappa
- 15 marzo: Sorrento > Benevento – 163 km

Risultati
| Pos. | Corridore    | Squadra | Tempo    |
| ---- | ------------ | ------- | -------- |
| 1    | Endrio Leoni | Alessio | 4h25'29" |
| 2    | Erik Zabel   | Telekom | s.t.     |
| 3    | Biagio Conte | Saeco   | s.t.     |

| Pos. | Corridore       | Squadra  | Tempo |
| ---- | --------------- | -------- | ----- |
| 1    | Biagio Conte    | Saeco    |       |
| 2    | Erik Zabel      | Telekom  | a 2"  |
| 3    | Dmitrij Konyšev | Fassa B. | a 3"  |

### 3ª tappa
- 16 marzo: Benevento > Santuario di Castelpetroso – 156 km

Risultati
| Pos. | Corridore       | Squadra  | Tempo    |
| ---- | --------------- | -------- | -------- |
| 1    | Markus Zberg    | Rabobank | 3h59'42" |
| 2    | Dmitrij Konyšev | Fassa B. | s.t.     |
| 3    | Davide Rebellin | Liquigas | s.t.     |

| Pos. | Corridore       | Squadra  | Tempo |
| ---- | --------------- | -------- | ----- |
| 1    | Dmitrij Konyšev | Fassa B. |       |
| 2    | Biagio Conte    | Saeco    | s.t.  |
| 3    | Markus Zberg    | Rabobank | s.t.  |

### 4ª tappa
- 17 marzo: Isernia > Celano – 170 km

Risultati
| Pos. | Corridore       | Squadra  | Tempo    |
| ---- | --------------- | -------- | -------- |
| 1    | Davide Rebellin | Liquigas | 4h22'56" |
| 2    | Michael Boogerd | Rabobank | s.t.     |
| 3    | Sergej Ivanov   | Fassa B. | a 1"     |

| Pos. | Corridore       | Squadra  | Tempo |
| ---- | --------------- | -------- | ----- |
| 1    | Davide Rebellin | Liquigas |       |
| 2    | Dmitrij Konyšev | Fassa B. | a 3"  |
| 3    | Biagio Conte    | Saeco    | s.t.  |

### 5ª tappa
- 18 marzo: Campli > Torricella Sicura (cron. individuale) – 14,2 km

Risultati
| Pos. | Corridore      | Squadra  | Tempo  |
| ---- | -------------- | -------- | ------ |
| 1    | Roberto Petito | Fassa B. | 19'57" |
| 2    | David Plaza    | Festina  | a 2"   |
| 3    | Sergej Ivanov  | Fassa B. | a 4"   |

| Pos. | Corridore        | Squadra       | Tempo |
| ---- | ---------------- | ------------- | ----- |
| 1    | Sergej Ivanov    | Fassa B.      |       |
| 2    | Roberto Petito   | Fassa B.      | a 1"  |
| 3    | Gabriele Colombo | Cantina Tollo | a 2"  |

### 6ª tappa
- 19 marzo: Torre San Patrizio > Monte San Pietrangeli – 136 km

Risultati
| Pos. | Corridore         | Squadra  | Tempo    |
| ---- | ----------------- | -------- | -------- |
| 1    | Romāns Vainšteins | Domo     | 3h32'33" |
| 2    | Markus Zberg      | Rabobank | s.t.     |
| 3    | Marco Serpellini  | Lampre   | s.t.     |

| Pos. | Corridore        | Squadra       | Tempo |
| ---- | ---------------- | ------------- | ----- |
| 1    | Sergej Ivanov    | Fassa B.      |       |
| 2    | Roberto Petito   | Fassa B.      | a 1"  |
| 3    | Gabriele Colombo | Cantina Tollo | a 2"  |

### 7ª tappa
- 20 marzo: Fermo > Ortezzano – 223 km

Risultati
| Pos. | Corridore            | Squadra  | Tempo    |
| ---- | -------------------- | -------- | -------- |
| 1    | Michael Boogerd      | Rabobank | 5h08'19" |
| 2    | Davide Rebellin      | Liquigas | s.t.     |
| 3    | Francesco Casagrande | Fassa B. | s.t.     |

| Pos. | Corridore        | Squadra       | Tempo |
| ---- | ---------------- | ------------- | ----- |
| 1    | Davide Rebellin  | Liquigas      |       |
| 2    | Gabriele Colombo | Cantina Tollo | a 2"  |
| 3    | Michael Boogerd  | Rabobank      | a 3"  |

### 8ª tappa
- 21 marzo: Circuito San Benedetto del Tronto – 161 km

Risultati
| Pos. | Corridore         | Squadra | Tempo    |
| ---- | ----------------- | ------- | -------- |
| 1    | Endrio Leoni      | Alessio | 4h28'57" |
| 2    | Miguel Ángel Meza | Colpack | s.t.     |
| 3    | Erik Zabel        | Telekom | a 1"     |

| Pos. | Corridore        | Squadra       | Tempo     |
| ---- | ---------------- | ------------- | --------- |
| 1    | Davide Rebellin  | Liquigas      | 29h41'09" |
| 2    | Gabriele Colombo | Cantina Tollo | s.t.      |
| 3    | Michael Boogerd  | Rabobank      | a 3"      |

## Classifiche finali

### Classifica generale - Maglia azzurra
| Pos. | Corridore        | Squadra       | Tempo     |
| ---- | ---------------- | ------------- | --------- |
| 1    | Davide Rebellin  | Liquigas      | 29h41'09" |
| 2    | Gabriele Colombo | Cantina Tollo | s.t.      |
| 3    | Michael Boogerd  | Rabobank      | a 3"      |
| 4    | Paolo Savoldelli | Saeco         | a 6"      |
| 5    | David Plaza      | Festina       | a 8"      |
| 6    | Roberto Petito   | Fassa B.      | a 13"     |
| 7    | Oscar Camenzind  | Lampre        | a 27"     |
| 8    | Beat Zberg       | Rabobank      | a 28"     |
| 9    | Carlos Sastre    | ONCE          | a 34"     |
| 10   | Ruslan Ivanov    | Alessio       | a 35"     |

### Classifica a punti - Maglia verde
| Pos. | Corridore       | Squadra  | Punti |
| ---- | --------------- | -------- | ----- |
| 1    | Biagio Conte    | Saeco    | 33    |
| 2    | Davide Rebellin | Liquigas | 28    |
| 3    | Markus Zberg    | Rabobank | 28    |

### Classifica Gran Premi della Montagna - Maglia rossa
| Pos. | Corridore      | Squadra       | Punti |
| ---- | -------------- | ------------- | ----- |
| 1    | Danilo Di Luca | Cantina Tollo | 25    |
| 2    | Ivan Basso     | Fassa Bortolo | 15    |
| 3    | Sergio Barbero | Lampre        | 8     |